# Funkstelle

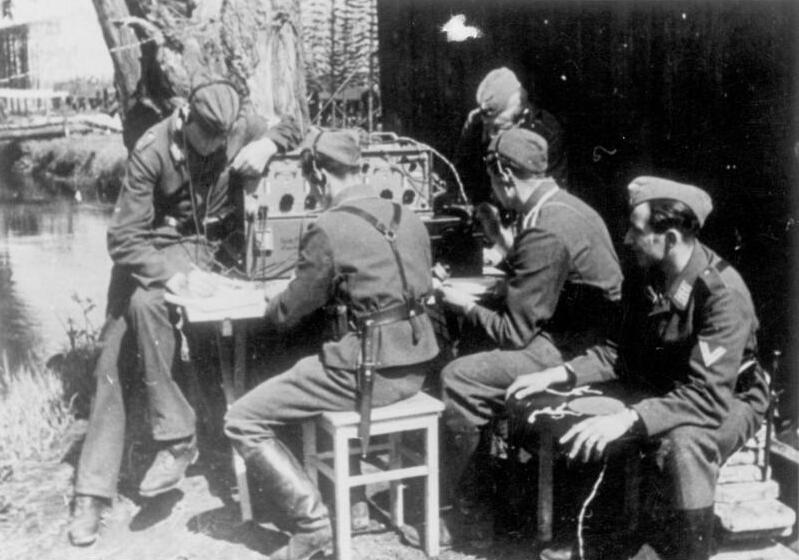
Bodenfunkstelle der deutschen Luftwaffe im Zweiten Weltkrieg (1940)

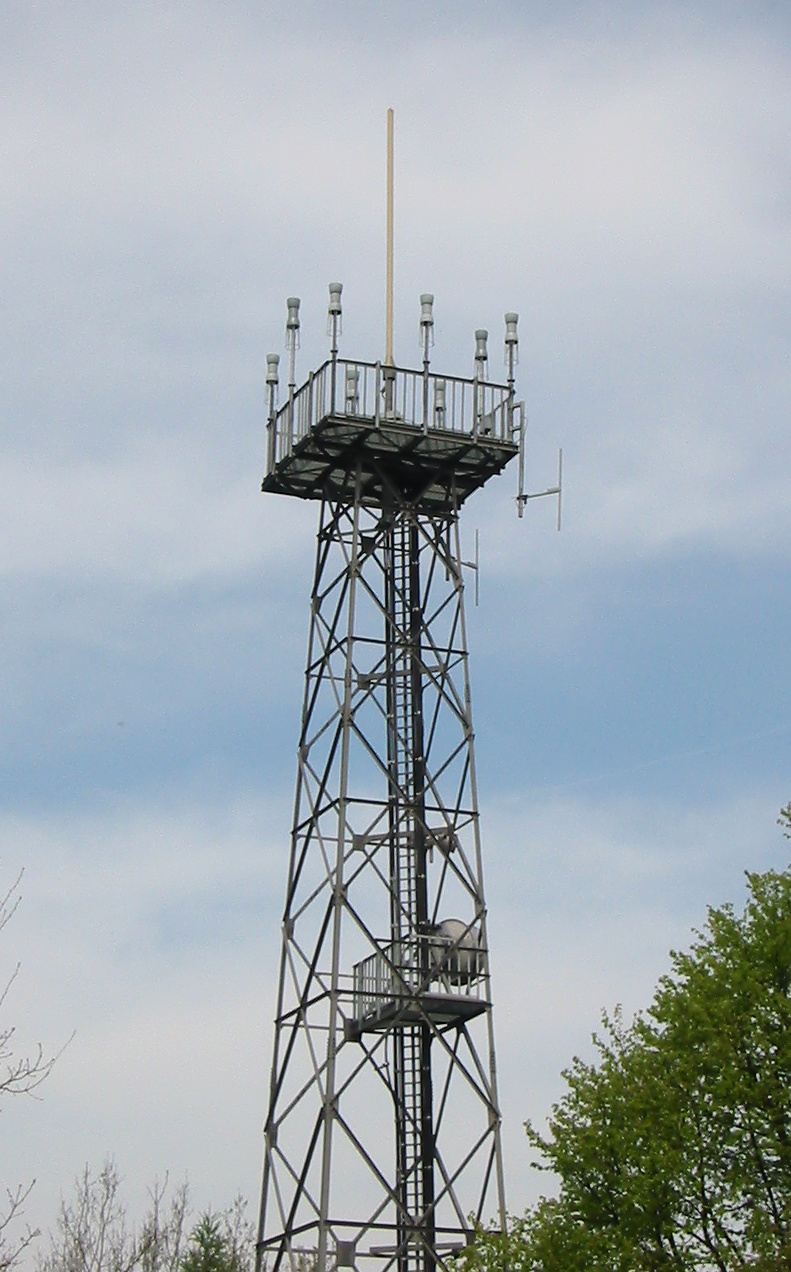
Antennen einer VHF-Boden-Funkstelle der Deutschen Flugsicherung (Deister bei Hannover)

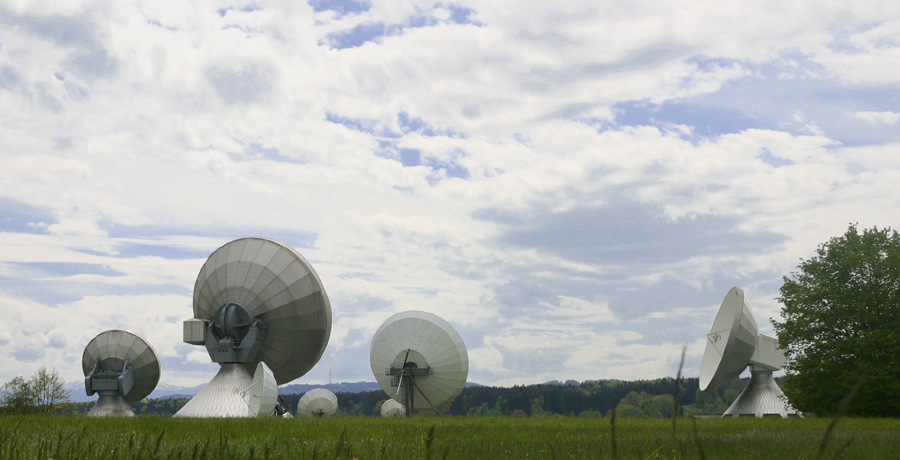
Erdfunkstelle Raisting, Deutschland (2005)

Eine Funkstelle, kurz FuSt, bezeichnet einen oder mehrere Sender bzw. Empfänger oder auch eine Gruppe von Sendern und Empfängern (einschließlich der Zusatzeinrichtungen), die zur Wahrnehmung eines Funkdienstes an einem gegebenen Ort erforderlich sind. Jede Funkstelle wird dem Funkdienst zugeordnet, an dem sie ständig oder zeitweilig teilnimmt. Eine Funkanlage ist ein elektrisches oder elektronisches Erzeugnis, das bestimmungsgemäß Funkwellen zum Zweck der Funkkommunikation oder der Funkortung ausstrahlt oder empfängt (§ 3 Abs. 1 des Funkanlagengesetzes). Hierzu zählt auch Zubehör wie zum Beispiel eine Antenne.

## Kategorisierung
Eine allgemeine Kategorisierung von Funkstellen kann gemäß charakteristischer Einsatzmerkmale erfolgen; Beispiele hierfür sind Hauptfunkstelle, Unterfunkstelle, Sendefunkstelle, Empfangsfunkstelle etc. Eine international verbindliche Kategorisierung der verschiedenen Funkstellen findet durch die ITU statt, die durch den nationalen Hoheitsträger für die Regulierung von Funknutzungen (in Deutschland die Bundesnetzagentur/Frequenzverwaltung) weitgehend übernommen wurde.

## Begriffsbestimmung
In der deutschen Verordnung gelten die folgenden Begriffsbestimmungen:
| Nr. | Funkstellen und Funksysteme                               | Funkstellen und Funksysteme | Funkstellen und Funksysteme                                           | Beschreibung |
| --- | --------------------------------------------------------- | --------------------------- | --------------------------------------------------------------------- | --- |
| 1   | Funkstelle                                                | FuSt                        | RR                                                                    | siehe Definition oben |
| 2   | Terrestrische Funkstelle                                  |                             | 1.62                                                                  | Funkstelle, die terrestrischen Funkverkehr abwickelt |
| 3   | Erdfunkstelle                                             | ErdFuSt                     | 1.63                                                                  | → Hauptartikel : Erdfunkstelle |
| 4   | Weltraumfunkstelle                                        | WrFuSt                      | 1.64                                                                  | → Hauptartikel : Weltraumfunkstelle |
| 5   | Rettungsgerätfunkstelle                                   | RetGerFuSt                  | 1.65                                                                  | → Hauptartikel : Rettungsgerätfunkstelle |
| 6   | Feste Funkstelle                                          |                             | 1.66                                                                  | Funkstelle des festen Funkdienstes |
| 7   | Feste Flugfunkstelle                                      | Feste Flugfunkstelle        | 1.66                                                                  | veraltet „Funkstelle des festen Flugfunkdienstes“, wurde ersetzt durch Feste Funkstelle                                                                                     |
| 8   | Mobile Funkstelle                                         | MobFuSt                     | 1.67                                                                  | → Hauptartikel : Mobile Funkstelle und Mobilfunkdienst |
| 9   | Mobile Erdfunkstelle                                      |                             | 1.68                                                                  | → Hauptartikel : Mobile Erdfunkstelle |
| 10  | Ortsfeste Funkstelle                                      |                             | 1.69                                                                  | → Hauptartikel : Ortsfeste Funkstelle |
| 10A | Ortsfeste Erdfunkstelle                                   |                             | 1.70                                                                  | → Hauptartikel : Ortsfeste Erdfunkstelle |
| 11  | Ortsfeste Landfunkstelle                                  |                             | 1.71                                                                  | Ortsfeste Funkstelle des mobilen Landfunkdienstes |
| 11A | Ortsfeste Landerdfunkstelle                               |                             | 1.72                                                                  | Erdfunkstelle des festen Funkdienstes über Satelliten |
| 12  | Mobile Landfunkstelle                                     |                             | 1.73                                                                  | → Hauptartikel : Mobile Landfunkstelle |
| 12A | Mobile Erdfunkstelle des Landfunkdienstes über Satelliten |                             | 1.74                                                                  | → Hauptartikel : Mobile Erdfunkstelle des Landfunkdienstes über Satelliten                                                                                                  |
| 13  | Küstenfunkstelle                                          | KüFuSt                      | 1.75                                                                  | → Hauptartikel : Küstenfunkstelle |
| 14  | Küstenerdfunkstelle                                       | KüErdFuSt                   | 1.76                                                                  | Erdfunkstelle des festen Funkdienstes über Satelliten oder mobilen Seefunkdienstes über Satelliten.                                                                         |
| 15  | Seefunkstelle                                             | SeeFuSt                     | 1.77                                                                  | → Hauptartikel : Seefunkstelle |
| 16  | Schiffserdfunkstelle                                      |                             | 1.78                                                                  | → Hauptartikel : Schiffserdfunkstelle |
| 17  | Funkstelle für den Funkverkehr an Bord                    |                             | 1.79                                                                  | → Hauptartikel : Funkstelle für den Funkverkehr an Bord |
| 18  | Hafenfunkstelle                                           |                             |                                                                       | Küstenfunkstelle des Hafenfunkdienstes |
| 19  | Bodenfunkstelle                                           | BodenFuSt                   | 1.81                                                                  | → Hauptartikel : Bodenfunkstelle |
| 20  | Bodenerdfunkstelle                                        |                             | 1.82                                                                  | Erdfunkstelle des festen Funkdienstes über Satelliten |
| 21  | Luftfunkstelle                                            | LuftFuSt                    | 1.83                                                                  | → Hauptartikel : Luftfunkstelle |
| 22  | Luftfahrzeugerdfunkstelle                                 |                             | 1.84                                                                  | mobile Erdfunkstelle des mobilen Flugfunkdienstes über Satelliten an Bord eines Luftfahrzeugs                                                                               |
| 23  | Rundfunksendestelle                                       |                             | 1.85                                                                  | Sendefunkstelle des Rundfunkdienstes |
| 24  | Ortungsfunkstelle                                         | OrtFuSt                     | 1.86                                                                  | → Hauptartikel : Ortungsfunkdienst und Ortungsfunkstelle |
| 25  | Mobile Navigationsfunkstelle                              | MobNavFuSt                  | 1.87                                                                  | → Hauptartikel : Navigationsfunkdienst und Mobile Navigationsfunkstelle |
| 26  | Ortsfeste Navigationsfunkstelle                           | OfNavFuSt                   | 1.88                                                                  | → Hauptartikel : Ortsfeste Navigationsfunkstelle |
| 27  | Mobile nichtnavigatorische Ortungsfunkstelle              | MobNNavOFuSt                | 1.89                                                                  | Funkstelle des nichtnavigatorischen Ortungsfunkdienstes, die dazu bestimmt ist, während der Bewegung oder während des Haltens an beliebigen Orten betrieben zu werden       |
| 28  | Ortsfeste nichtnavigatorische Ortungsfunkstelle           | OfNNavOFuSt                 | 1.90                                                                  | Funkstelle des nichtnavigatorischen Ortungsfunkdienstes, die nicht dazu bestimmt ist, während der Bewegung oder während des Haltens an beliebigen Orten betrieben zu werden |
| 29  | Peilfunkstelle                                            |                             | 1.91                                                                  | Ortungsfunkstelle, die zur Funkpeilung betrieben wird |
| 30  | Funkfeuer                                                 |                             | 1.92                                                                  | → Hauptartikel : Funkfeuer |
| 31  | Funkbake zur Kennzeichnung der Notposition                |                             | 1.93                                                                  | Funkstelle des Mobilfunkdienstes, deren Aussendungen die Such- und Rettungsarbeit erleichtern sollen                                                                        |
| 31A | Satellitenfunkbake zur Kennzeichnung der Notposition      | 1.94                        | → Hauptartikel : Satellitenfunkbake zur Kennzeichnung der Notposition | |
| 32  | Normalfrequenz- und Zeitzeichenfunkstelle                 |                             | 1.95                                                                  | Funkstelle des Normalfrequenz- und Zeitzeichenfunkdienstes |
| 33  | Amateurfunkstelle                                         |                             | 1.96                                                                  | → Hauptartikel : Amateurfunkstelle |
| 34  | Radioastronomiefunkstelle                                 |                             | 1.97                                                                  | Funkstelle des Radioastronomiefunkdienstes |
| 35  | Versuchsfunkstelle                                        |                             | 1.98                                                                  | Funkstelle, die Funkwellen für Versuche zur Förderung der Wissenschaft oder Technik verwendet                                                                               |
| 36  | Schiffsnotsender                                          |                             | 1.99                                                                  | Schiffssender zur ausschließlichen Benutzung auf einer Notfrequenz für Not-, Dringlichkeits- oder Sicherheitsfälle                                                          |
| 103 | Funksonde                                                 |                             | 1.109                                                                 | → Hauptartikel : Funksonde |
| 104 | Weltraumfunksystem                                        |                             | 1.110                                                                 | → Hauptartikel : Weltraumfunksystem |
| 105 | Satellitenfunksystem                                      |                             | 1.111                                                                 | → Hauptartikel : Satellitenfunksystem |

Eigenbegriffe der Binnenschifffahrt
- Landfunkstelle – ortsfeste Funkstelle des Binnenschifffahrtsfunks an Land
- Schiffsfunkstelle – mobile Funkstelle des Binnenschifffahrtsfunks an Bord einen Binnenschiffes

Zum Betreiben einer Funkstelle benötigt man eine Erlaubnis. Diese wird in Deutschland in der Regel durch eine Frequenzzuteilung nach dem Telekommunikationsgesetz von der Bundesnetzagentur gegeben.